# Кошна
Кошна (рум. Coșna) — село у повіті Сучава в Румунії. Входить до складу комуни Кошна.
Село розташоване на відстані 333 км на північ від Бухареста, 86 км на захід від Сучави, 136 км на північний схід від Клуж-Напоки.

## Населення
За даними перепису населення 2002 року у селі проживали 532 особи, усі — румуни. Усі жителі села рідною мовою назвали румунську.